# Криловка (Орський міський округ)
Крило́вка (рос. Крыловка) — село у складі Орського міського округу Оренбурзької області, Росія.

## Населення
Населення — 1172 особи (2010; 1156 у 2002).
Національний склад (станом на 2002 рік):
- росіяни — 65 %